# Cybaeus triangulus
Cybaeus triangulus är en spindelart som beskrevs av Paik 1966. Cybaeus triangulus ingår i släktet Cybaeus och familjen vattenspindlar. Inga underarter finns listade i Catalogue of Life.